# Brandwondencentrum
Een brandwondencentrum is een afdeling van een ziekenhuis waar mensen met ernstige brandwonden worden verpleegd. Niet elk ziekenhuis heeft zo'n afdeling. In Nederland zijn drie door de European Burns Association getoetste brandwondencentra:
- In Beverwijk in het Rode Kruis Ziekenhuis.
- In Groningen in het Martini Ziekenhuis.
- In Rotterdam in het Maasstad Ziekenhuis.

Deze brandwondencentra zijn in de periode vanuit 1974 tot en met 1986 ingericht in nauwe samenwerking met de Nederlandse Brandwonden Stichting in ziekenhuizen die sinds eind jaren '60 van de twintigste eeuw al veel ervaring opdeden in de eerste opvang, de behandeling en de verzorging van patiënten met ernstige brandwonden. De drie ziekenhuizen met brandwondencentra (Martini Ziekenhuis, Groningen, Rode Kruis Ziekenhuis, Beverwijk, het Maasstad Ziekenhuis te Rotterdam, het onderzoeksinstituut Vereniging Samenwerkende Brandwondencentra in Nederland en de Nederlandse Brandwonden Stichting vormen samen de organisatie Brandwondenzorg Nederland.
Na de grote brand in café Het Hemeltje in Volendam in de nieuwjaarsnacht van 2000 op 2001 is een Nationaal Protocol Grootschalige Brandwondenincidenten in samenwerking met de overheid vastgesteld. Bij een brandwondenongeval met meer dan 10 brandwondenslachtoffers wordt door de brandwondencentra opgeschaald, waardoor er voldoende capaciteit is om een grote ramp met veel slachtoffers te managen. Dit landelijk werkende protocol wordt jaarlijks geoefend.  
In België zijn zes brandwondencentra:
- In Antwerpen in het ZNA Cadix[1].
- In Brussel (Neder-Over-Heembeek) in het Militair Hospitaal Koningin Astrid.
- In Gent in het UZ Gent.
- In Leuven in het UZ Gasthuisberg.
- In Luik in het CHU Sart-Tilman.
- In Loverval in het IMTR.

Niet elke patiënt met brandwonden wordt direct naar een brandwondencentrum verwezen, omdat de brandwondencentra maar een beperkte capaciteit hebben en sommige brandwonden ook uitstekend in normale ziekenhuizen behandeld kunnen worden. Voor behandeling in een brandwondencentrum zijn enkele criteria: 
- Brandwonden op 15% van het lichaamsoppervlak
- Brandwonden op 10% van het lichaamsoppervlak bij kinderen
- Derdegraads brandwonden op 5% van het lichaamsoppervlak
- Brandwonden over functionele gebieden (gezicht, handen, geslachtsorganen, gewrichten enz.)
- Circulaire brandwonden aan hals, thorax en ledematen
- Brandwonden gecombineerd met een inhalatietrauma door inademing van rook, andere stoffen of hete lucht, of ander begeleidend letsel
- Brandwonden ten gevolge van elektriciteit
- Verbrandingen door bijtende chemische stoffen
- Brandwonden bij slachtoffers met een preëxistente ziekte
- Brandwonden bij bejaarden